# Затерянный город (фильм, 2022)
«Зате́рянный го́род» (англ. The Lost City) — американский приключенческий комедийный фильм режиссёров Аарона и Адама Ни, написавших сценарий совместно с Ореном Узилом и Дэной Фокс на основе сюжета Сета Гордона. Главные роли исполнили Сандра Буллок, Ченнинг Татум, Дэниел Рэдклифф, Давайн Джой Рэндольф и Брэд Питт. По сюжету, писательница романтических произведений (Буллок) и её модель с обложки (Татум) должны спастись от миллиардера (Рэдклифф) и отыскать древний город, о котором рассказывалось в одной из книг автора.
Проект был анонсирован в октябре 2020 года, Буллок присоединилась к нему в качестве продюсера и звезды, а Татум — в декабре того же года; остальной актерский состав был объявлен в следующем году. Съёмки проходили в Доминиканской Республике с мая по август 2021 года. Премьера фильма состоялась 12 марта 2022 года на кинофестивале South by Southwest, а 25 марта 2022 года фильм был выпущен в прокат компанией Paramount Pictures в США. Фильм получил в целом положительные отзывы и собрал по всему миру более $190,8 млн при бюджете в  $68 млн.

## Краткое описание
Блистательная затворница Лоретта Сейдж пишет популярные любовно-приключенческие романы. События в них непременно разворачиваются в экзотических местах, а главный герой — красавчик и мечта героинь Дэш, которого в жизни воплощает модель с обложки Алан. Во время турне-презентации нового бестселлера Лоретту похищает эксцентричный миллиардер, уверенный, что она сможет привести его к сокровищам древнего затерянного города из её последней книги. Алан решает доказать, что может быть героем в реальной жизни, а не только на страницах книг, и отправляется Лоретте на выручку. Так странная парочка ввязывается в эпичное приключение в самом сердце джунглей и должна действовать сообща, если хочет пережить дикие испытания и найти сокровище, пока оно не затерялось навсегда.

## В ролях
- Сандра Буллок — Лоретта Сейдж / Анджела Лавмор
- Ченнинг Татум — Алан Кэприсон / Дэш Макмэхон
- Дэниел Рэдклифф — Абигейл Фэрфакс
- Давайн Джой Рэндольф — Бет Хэттен
- Брэд Питт — Джек Тренер, агент ЦРУ, спасающий Лоретту вместе с Аланом
- Оскар Нунез[англ.] — Оскар
- Патти Харрисон[англ.] — Эллисон
- Бовэнь Ян — Рэй
- Адам Ни — офицер Сойер

## Производство
О работе над фильмом стало известно в октябре 2020 года, когда Сандра Буллок присоединилась к актёрскому составу фильма, который поставят Аарон и Адам Ни. В декабре 2020 года к актёрскому составу фильма присоединился Ченнинг Татум. В марте 2021 года к актёрскому составу фильма присоединились Патти Харрисон, Давайн Джой Рэндольф и Дэниел Рэдклифф. В апреле 2021 года к актёрскому составу фильма присоединились Брэд Питт и Оскар Нуньес.
Съёмки начались в мае и завершились 16 августа 2021 года.

## Премьера
Мировая премьера фильма состоялась 12 марта 2022 года в рамках программы кинофестиваля South by Southwest. В октябре 2021 года название проекта было сменено с «Затерянный город D» на «Затерянный город». Выход в прокат в США состоялся 25 марта 2022 года вместо ранее заявленного 15 апреля того же года.
Релиз фильма в России был запланирован на 7 апреля 2022 года, однако был отменён в знак протеста против вторжения России на Украину.